# Los diamantes de la gran duquesa
Los diamantes de la gran duquesa es una historieta creada en 1972 por el autor de cómics español Francisco Ibáñez perteneciente a su serie Mortadelo y Filemón. 

## Trayectoria editorial
Publicada por primera vez en forma seriada en la revista Mortadelo números 87 (17-7-1972) al 97 (2-10-1972), más tarde recopilada en el n.º 20 de la colección Ases del Humor y en 1994 en el n.º 66 de la Colección Olé.

## Sinopsis
Mortadelo y Filemón son los encargados de vigilar los diez diamantes de la Gran Duquesa Tatialagueña, pero Vicente el Urraco se los ha conseguido robar. El urraco ha escondido los diamantes en diez lugares distintos (una obra, un edificio, hundidos en el puerto, una peluquería, un árbol, las alcantarillas, el club de la broma, la finca Los Cantorrodaos, un parque municipal y la guarida de un gánster) y Mortadelo y Filemón tendrán que recuperarlos.

## Adaptaciones
- Ha sido adaptado al completo en un episodio de la serie de televisión sobre los personajes, aunque recibe el nombre El caso de los diamantes.[3]